# Prunus pseudoaffinis
Prunus pseudoaffinis är en rosväxtart som beskrevs av Kawas.. Prunus pseudoaffinis ingår i släktet prunusar, och familjen rosväxter. Inga underarter finns listade i Catalogue of Life.